# Hội chứng siêu nữ
Hội chứng siêu nữ (còn được gọi là hội chứng 3X,hay hội chứng XXX) có công thức bộ nhiễm sắc thể = 44A + XXX là một kiểu lệch bội nhiễm sắc thể giới tính mà đặc trưng là sự hiện diện của ba nhiễm sắc thể X trong mỗi tế bào của người bệnh. Về mặt di truyền y học, bệnh nhân được gọi là thể ba X (trisomic X).
Những người mắc hội chứng này luôn là nữ, tuỳ theo mức độ mà triệu chứng có thể rõ rệt hay không; nhưng nói chung thường không có ngoại hình khác biệt và gần như có thể sinh sản bình thường. Trường hợp nặng không chỉ mắc chứng khó học, teo cơ, co giật, hoặc suy thận, mà còn thiểu năng trí tuệ và sức khoẻ suy giảm.
Hội chứng siêu nữ là do một sự kiện ngẫu nhiên, tần số mắc bệnh là khoảng 0,50 đến 1,68 trong tổng số 1000 bé gái được sinh ra.  Ba nhiễm sắc thể X của người bệnh thường là kết quả bất thường trong quá trình phát sinh giao tử để tạo ra giao tử của bố hoặc của mẹ; hoặc do bất thường trong phân bào của các tế bào mầm trong phôi ở giai đoạn sớm. Hội chứng này không di truyền từ thế hệ này sang thế hệ khác. Trường hợp xuất hiện thể khảm của hội chứng cũng có thể xảy ra. Trong y học, phép chẩn đoán xác định là phương pháp tế bào học, nghĩa là trực tiếp xét nghiệm và phân tích bộ nhiễm sắc thể.

## Dấu hiệu và triệu chứng
Vì phần lớn các bệnh nhân của hội chứng siêu nữ không bao giờ được chẩn đoán, có thể rất khó khăn để đưa ra các kết luận khái quát về tác động của hội chứng này. Các mẫu được nghiên cứu với số lượng nhỏ (ít hơn 30), và do đó không mang tính đại diện. Mặt khác, trong tế bào chỉ có một nhiễm sắc thể X luôn hoạt động, các NST X khác đều bị bất hoạt (tạo thành thể Barr). Một người mắc hội chứng siêu nữ sẽ có 2 NST X bất hoạt trong mỗi tế bào, dẫn đến hầu hết bệnh nhân chỉ có triệu chứng nhẹ hay không có triệu chứng. Các triệu chứng khác nhau với người này và người khác, một số phụ nữ bị ảnh hưởng nhiều hơn những người còn lại.

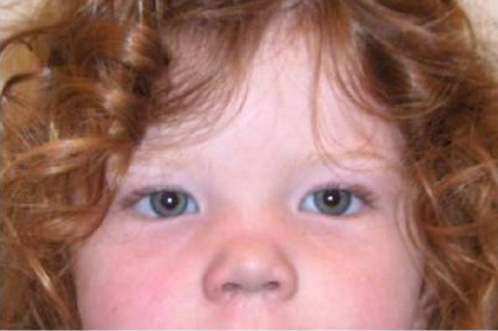
Nếp gấp dọc ở đuôi mắt và khoảng cách giữa đôi mắt ở bé gái 2 tuổi này là biểu hiện của hội chứng siêu nữ

### Ngoại hình

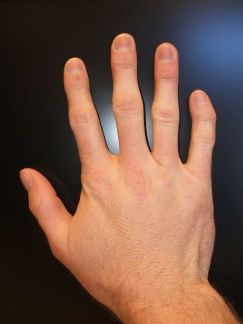
Ngón tay út cong thường thấy ở hội chứng siêu nữ

Ngoại hình thường thấy bao gồm chiều cao bất thường, da của mí mắt trên gấp theo chiều dọc che góc trong của đuôi mắt, thiếu cơ bắp và ngón út bị cong về phía ngón áp út, đầu nhỏ (tiếng Anh: microcephaly). Các bất thường ngoại hình ít được ghi nhận ở phụ nữ siêu nữ, ngoại trừ chiều cao hơn mức trung bình.
Khả năng vận động kém có thể xuất hiện. Những người bị ảnh hưởng dường như có tỷ lệ vẹo cột sống cao hơn.

### Tâm lý
Bệnh nhân hội chứng siêu nữ thường chậm phát triển ngôn ngữ. Trung bình, những người bị ảnh hưởng có chỉ số IQ thấp hơn 20 chỉ số trung bình. Thiếu tự tin, lo lắng, và trầm cảm cũng rất phổ biến ở các bệnh nhân của hội chứng này.

## Nguyên nhân

Rối loạn giảm phân ở bố tạo ra một giao tử có 2 NST X

Rối loạn giảm phân ở mẹ tạo ra một giao tử có 2 NST X

Hội chứng siêu nữ không di truyền nhưng thường xảy ra do một sự kiện bất thường trong quá trình hình thành giao tử (trứng và tinh trùng). Một lỗi trong quá trình phân bào gọi là không phân ly NST có thể tạo ra các giao tử thừa NST. Ví dụ, một trứng hay tinh trùng có thêm một nhiễm sắc thể X khi cặp NST kép này không phân ly trong giảm phân. Nếu các tế bào bất thường này được thụ tinh và hình thành hợp tử, đứa trẻ sinh ra sẽ có thêm một nhiễm sắc thể X trong mỗi tế bào của mình. Trong một số trường hợp bệnh siêu nữ xảy ra trong quá trình phân bào trong giai đoạn phát triển phôi sớm.
Một số phụ nữ mắc hội chứng siêu nữ có thể chỉ có thêm một nhiễm sắc thể X trong một số các tế bào của họ, do đó được gọi là thể khảm 46,XX /47,XXX.

## Chẩn đoán
Phần lớn phụ nữ mắc hội chứng siêu nữ không bao giờ được chẩn đoán, trừ khi họ trải qua các xét nghiệm vì các lý do y tế khác sau này trong cuộc sống. 3 NST X có thể được phát hiện bởi xét nghiệm kiểu nhân đồ, một dạng xét nghiệm máu xem xét số lượng nhiễm sắc thể người. Ngoài ra có thể xuất hiện các bất thường trên điện não đồ.
Hội chứng siêu nữ có thể được chẩn đoán trước khi sinh qua chọc ối hoặc sinh thiết nhau thai để xét nghiệm NST. Ở Đan Mạch, từ năm 1970 và năm 1984, 76% thai nhi được chẩn đoán trước sinh với 3 NST X đã bị phá bỏ. Năm 1987, con số này giảm đến 56%. Với sự cải thiện thông tin, số ca phá thai giảm bớt. Ở Hà Lan, giữa năm 1991 và 2000, 33% (18/54) các cặp vợ chồng đối mặt với chẩn đoán thai nhi 47, XXX và phải lựa chọn phá bỏ hay không. Nếu thông tin tư vấn chính xác được cung cấp cho cha mẹ tương lai và trước khi sinh, thì tỷ lệ tự nguyện phá thai giảm xuống.

## Điều trị
Các phương pháp điều trị có thể bao gồm liệu pháp ngôn ngữ, vật lý trị liệu, và tư vấn. Một môi trường gia đình ổn định có thể cải thiện các triệu chứng bệnh và song song đó bệnh nhân được áp dụng các biện pháp trị liệu chuyên khoa.

## Dịch tễ học
Hội chứng siêu nữ xảy ra với tỷ lệ 1 trong 1.000 trẻ em gái được sinh ra. Đó là ước tính rằng 90% những người mắc bệnh không được chẩn đoán vì họ đã không có hay chỉ có một vài triệu chứng. Trung bình, năm đến mười bé gái mắc hội chứng này được sinh ra ở Hoa Kỳ mỗi ngày.

## Lịch sử
Báo cáo đầu tiên về một người phụ nữ có 47, XXX NST được xuất bản bởi Patricia A. Jacobs và cộng sự tại bệnh viện Western General, Edinburgh, Scotland vào năm 1959. Hội chứng này được ghi nhận ở một người phụ nữ 35 tuổi, cao 5 feet 9 inch (176 cm), nặng 128 pound (58,2 kg) đã suy buồng trứng khi 19 tuổi, mẹ của cô đã 41 tuổi, và cha cô 40 tuổi tại thời điểm của cô được thụ thai. Jacobs và cộng sự gọi là các bệnh nhân 47, XXX là "siêu nữ" (nguyên văn: superfemale), một thuật ngữ ngay lập tức bị chỉ trích, không được chấp nhận và đã dựa trên giả thuyết không chính xác rằng cơ chế xác định giới tính ở động vật có vú cũng giống như ở ruồi giấm Drosophila. Nhà nghiên cứu bệnh học và di truyền học người Anh Bernard Lennox, chuyên gia tư vấn chính về các thuật ngữ y khoa cho Từ điển Oxford, đề nghị thuật ngữ "Hội chứng XXX" hay "Hội chứng 3X".